# Iron Duke (skib, 1871)
HMS Iron Duke hørte til Audacious klassen af panserskibe i Royal Navy, bygget i slutningen af 1860'erne. Klassen var designet som "panserskibe af anden klasse", og var dermed udset til oversøisk tjeneste. Iron Duke nåede på den måde næsten 10 års tjeneste i Fjernøsten, fordelt over to perioder. I 1890 blev det overført til reserven, og i 1900 blev skibet omdannet til flydende kullager. Det blev solgt i 1906 og ophugget. Navnet betyder "jernhertugen", hvilket var det udbredte tilnavn for hertugen af Wellington. Skibet var det første af foreløbigt tre med dette navn i Royal Navy.

## Design og konstruktion
Panserskibene af Audacious klassen var "central battery ships", altså skibe med artilleri og panser koncentreret i et batteri midtskibs. Typen betegnes også som kasematskib. Udformningen af batteriet blev ændret, så de blev de første britiske panserskibe med kanonerne fordelt over to dæk. Helt i tråd med tidens ideer om søkrigsførelse var de udstyret med vædderstævn. Besætningen var på 450 mand.
HMS Iron Duke var 85,3 meter lang. Bredden var 16,5 meter og dybgangen omkring syv meter. Skibene af Audacious klassen var periodens mest stabile britiske panserskibe.

### Fremdrift
Iron Duke havde to to-cylindrede dampmaskiner fra firmaet Ravenhill. Der var plads ombord til 460 tons kul, hvilket rakte til 1.260 sømil ved en fart på 10 knob.
Audacious klassen var fra starten fuldriggere, med et sejlareal på 2.328 m2. Efter at HMS Captain var forlist i 1870, blev det besluttet at ændre dem til barkriggede skibe, med et sejlareal på 2.202 m2. De var langsomme under sejl, hvor de kun kunne præstere 6,5 knob, blandt andet på grund af modstanden fra skruerne. De tre skibe i klassen, der havde balanceret ror (Audacious, Vanguard og Invincible), blev beskrevet som uhåndterlige, når de kun gik under sejl. Iron Duke var dermed den bedste sejler af de fire, og det kan forklare de lange ophold i Fjernøsten, hvor meget tid blev tilbragt under sejl.

### Artilleri
HMS Iron Duke havde 10 styk 22,9 cm kanoner og fire 15,2 cm kanoner, alle riflede forladere. Seks af de ti 22,9 cm kanoner stod på kanondækket, fordelt med tre i hver side. På det øverste dæk stod de sidste fire svære kanoner, i hvert sit hjørne af den pansrede kasemat, så de fik større skudfelt. Desuden kunne disse fire kanoner bruges i al slags vejr, uden risiko for at der trængte vand ind gennem kanonportene. De fire 15,2 cm kanoner var opstillet uden for kasematten, på det øverste dæk, to med skudfelt forud og to med skudfelt agterud. Endelig havde skibet seks salutkanoner.
De kraftige 22,9 cm kanoner havde et projektil med en vægt på 254 pund (115,2 kg) og hver kanon vejede 12 tons. Mundingshastigheden var 430 m/sekund og projektilerne var i stand til at gennembryde 287 mm jernpanser på klos hold. De mindre 15,2-centimeter kanoner affyrede projektiler med en vægt på 64 pund (29,0 kg) og deres mundingshastighed var 343 m/sekund.
I 1878 fik Iron Duke fire 35,6 cm torpedoapparater, som blev opstillet på kanondækket, uden for kasematten.

### Panser
Iron Duke var beskyttet hele vejen langs vandlinjen af et smedejernspanser, der var 203 mm tykt midtskibs og aftog til 152 mm. Vandlinjepanseret dækkede et område op til en meter over vandlinjen og 1,5 m under vandlinjen. Kanonerne i kasematten var beskyttet af 203 mm panser, og pansringen af den tværgående del af kasematten var mellem 127 og 203 mm. Panseret var fastgjort på et lag teaktræ på mellem 203 og 254 mm. Den samlede vægt af panseret var 939 tons.

## Tjeneste
HMS Iron Duke blev bygget hos Royal Navys værft i Pembroke i Wales. Skibet blev køllagt 23. august 1868 og søsat 1. marts 1870. Iron Duke var færdig 21. januar 1871, hvor den hejste kommando i Plymouth som vagtskib for reserveflåden.
Den første oversøiske tjeneste kom i september 1871, hvor Iron Duke blev sendt til Kina som flagskib for eskadren i Fjernøsten. Parkes skriver, at på udrejsen blev Iron Duke det første større krigsskib fra Royal Navy, der gik gennem den nye Suez-kanal. På stationen i Kina blev skibet afløst af søsterskibet Audacious og var tilbage i Plymouth i maj 1875. I juli 1875 blev Iron Duke sendt til Hull som vagtskib.
Vagtskibene tilbragte i sagens natur megen tid på egen hånd, så for at træne dem (og skibene i reserve) i manøvrer som eskadre, arrangerede Royal Navy hver sommer en eskadreøvelse for disse skibe. Under øvelsen i august-september 1875 var Iron Duke sammen med søsterskibet Vanguard og de to ældre panserskibe Warrior og Hector. Ud for Dublin, den 1. september 1875, løb skibene ind i tæt tåge. Iron Duke kom ud af kurs, og havde ikke damp nok til at bruge sit tågehorn. Overraskelsen var derfor komplet om bord på Vanguard, da Iron Duke pludselig kom ud af tågen på tværgående kurs, og selv om man forsøgte at dreje af, gik Iron Dukes vædderstævn direkte ind i siden på Vanguard og rev et stort hul i skibssiden omkring kedlerne. Pumperne på Vanguard kunne klare omkring 25 liter i sekundet, med indstrømningen var omkring 850 liter i sekundet, og i øvrigt holdt pumperne op med at fungere, da havvandet nåede kedlerne, 10 minutter efter kollisionen. Vanguard sank i løbet af 70 minutter, men det lykkes at redde hele besætningen. Sænkningen viste vædderstævnens effektivitet, men kritikere af den kunne stadig med rette hævde, at med fuld sigtbarhed ville Vangauard uden problemer have undgået påsejlingen. Vanguard var det første større skib Royal Navy havde mistet ved en kollision, og kaptajn (kommandør) Richard Dawkins blev stærkt kritiseret ved det efterfølgende søforhør, og han fik aldrig senere kommando til søs. I offentligheden var der imidlertid stor forståelse for hans manglende muligheder for at redde situationen. På trods af, at det var Iron Duke, der var kommet ud af kurs, var der ingen sanktioner mod dette skibs officerer.
Efter kollisionen overtog Iron Duke tjenesten som vagtskib i Kingstown (nu Dún Laoghaire i Irland) indtil juli 1877. Derefter var skibet på værft i 1877-78. Senere i 1878 blev Iron Duke igen sendt til Kina som flagskib for eskadren. Under dette ophold, der varede til 1883, præsterede skibet tre gange at grundstøde så voldsomt, at det måtte slæbes af grunden. Tilbage i England i 1883 kom Iron Duke på værft i 1883-1885 og fik blandt andet nye kedler til maskineriet. I april-august 1885 indgik skibet i admiral Hornsbys særlige eskadre ("Particular Service Squadron"), og kom derefter til Kanalflåden. I 1890 var Iron Duke tilbage hvor det hele begyndte, som vagtskib for reserveflåden i Plymouth. I 1900 blev overbygningen fjernet og skibet var derefter flydende kullager ved øen Bute i Skotland, til det blev solgt i 1906 og ophugget.